# Bulworth
Bulworth ist eine US-amerikanische Polit-Satire von Warren Beatty aus dem Jahr 1998.

## Handlung
Der demokratische US-Senator Jay Billington Bulworth vertritt Kalifornien und steht direkt vor seiner Wiederwahl. Er sitzt vor dem Fernseher, sieht die Aufnahme seines eigenen Wahlkampfauftritts und weint.
Bulworth beauftragt einen Killer, ihn in den nächsten Tagen zu töten. Anschließend verhandelt er mit einem Vertreter der Versicherungsunternehmen, für die er eine Gesetzesvorlage blockieren soll, die die Versicherungen verpflichten soll, problematische Versicherungsfälle anzunehmen. Er handelt außer einer Wahlkampfspende in Millionenhöhe eine Lebensversicherung in der Höhe von 10 Millionen Dollar als Bestechungsgeld aus.
Bulworth wird von einem Fernsehteam begleitet. Er besucht eine Wahlversammlung in einer Kirche, wo er vor Afroamerikanern spricht. Dort erzählt er über die Machenschaften in der Politik. Sein Wahlkampfmanager Dennis Murphy unterbricht die Versammlung, indem er Feueralarm auslöst. Bulworth lernt die Rapperin Nina kennen, die der Rede zuhörte. Sie sagt ihm, die Rede sei mutig gewesen.
Bulworth besucht eine weitere Wahlversammlung, während der er die Vertreter der Filmindustrie beleidigt. Anschließend amüsiert er sich auf einer Party, auf der er sich betrinkt und Nina sucht.
Murphy organisiert für Bulworth einen Auftritt in einer politischen Fernsehsendung. Der Senator erzählt über die Hintergründe der Politik und singt. Der erschrockene Murphy schaltet den Strom aus und tut so, als wäre es eine technische Panne gewesen, während Larry King den Auftritt des Politikers als unkonventionell lobt. Bulworth versucht, den Auftrag für seine Tötung zu stornieren.
Bis dahin hatte er schon zwei Versuche, ihn zu töten, überlebt.
Murphy und sein Kollege nehmen Drogen. Sie rätseln über den Sinn der neuen Strategie des Senators. Dieser hatte zuvor mehrere Tage nicht geschlafen und vollkommen aufgekratzt durchgefeiert. Am Morgen der Wahl nimmt Nina ihn mit zu sich nach Hause, wo er den ganzen Tag verschläft.
Als er aufwacht, hat er die Wahl mit einem großen Vorsprung gewonnen. Außerdem stellt sich heraus, dass Nina damit beauftragt war, ihn zu töten; sie will den Auftrag jedoch nicht ausführen. Stattdessen wird Bulworth vor Ninas Augen von jemand anderem erschossen.

## Kritiken
James Berardinelli schrieb auf ReelViews, der Film sei neben Wag the Dog die beste politische Satire der letzten Jahre. Er sei „ohne Reue“ zynisch und „böse“. Die Darstellungen seien „solide“.
Roger Ebert schrieb in der Chicago Sun-Times vom 22. Mai 1998, der Film habe ihn zum Lachen gebracht. Er sei nicht perfekt, die Liebesbeziehung zwischen Bulworth und Nina wirke unglaubwürdig, aber die Mängel seien unbedeutend („minor complaints“).
Das Lexikon des internationalen Films bezeichnete den Film als eine „Mixtur aus Politfarce, Gesellschaftskomödie und Märchen. Was auf den ersten Blick wie eine Reality-TV-Reportage aussieht, erweist sich als künstlerisch raffiniert ausgeklügelter Film, in dem allenfalls einige ungebremste klamottige Szenen stören.“

## Auszeichnungen
Der Film wurde im Jahr 1999 für den Oscar in der Kategorie Bestes Originaldrehbuch nominiert. Er wurde 1999 in den Kategorien Bester Film – Komödie oder Musical, Bester Hauptdarsteller – Komödie oder Musical und Bestes Filmdrehbuch für den Golden Globe Award nominiert.
Das Drehbuch gewann im Jahr 1998 den Los Angeles Film Critics Association Award und wurde 1999 für den Writers Guild of America Award sowie für den Chicago Film Critics Association Award nominiert. Er gewann 1999 den Political Film Society Award für Exposé.
Warren Beatty wurde im Jahr 1998 für den Goldenen Löwen nominiert. Er wurde 1999 für seine Rolle für den Golden Satellite Award nominiert. Halle Berry und Don Cheadle wurden 1999 für den Image Award nominiert.
Ennio Morricone wurde 1999 für den Grammy Award nominiert. Der Film wurde 1999 in zwei Kategorien für den Golden Reel Award (Motion Picture Sound Editors) nominiert.
Die Deutsche Film- und Medienbewertung FBW in Wiesbaden verlieh dem Film das Prädikat besonders wertvoll.

## Hintergrund
Die Dreharbeiten fanden in Los Angeles und in Beverly Hills statt. Die Produktionskosten betrugen schätzungsweise 30 Millionen US-Dollar. Der Film spielte in den Kinos der USA ca. 26,5 Millionen US-Dollar ein.